# ديفيد كونينغهام (لاعب هوكي جليد)
ديفيد كونينغهام (بالإنجليزية: Dave Cunningham)‏ هو لاعب هوكي جليد أسترالي، ولد في 6 أكتوبر 1927 في برونزويك ‏ في أستراليا.

## وصلات خارجية
- ديفيد كونينغهام على موقع أوليمبيديا (الإنجليزية)